# شينباشيرا (عمارة)

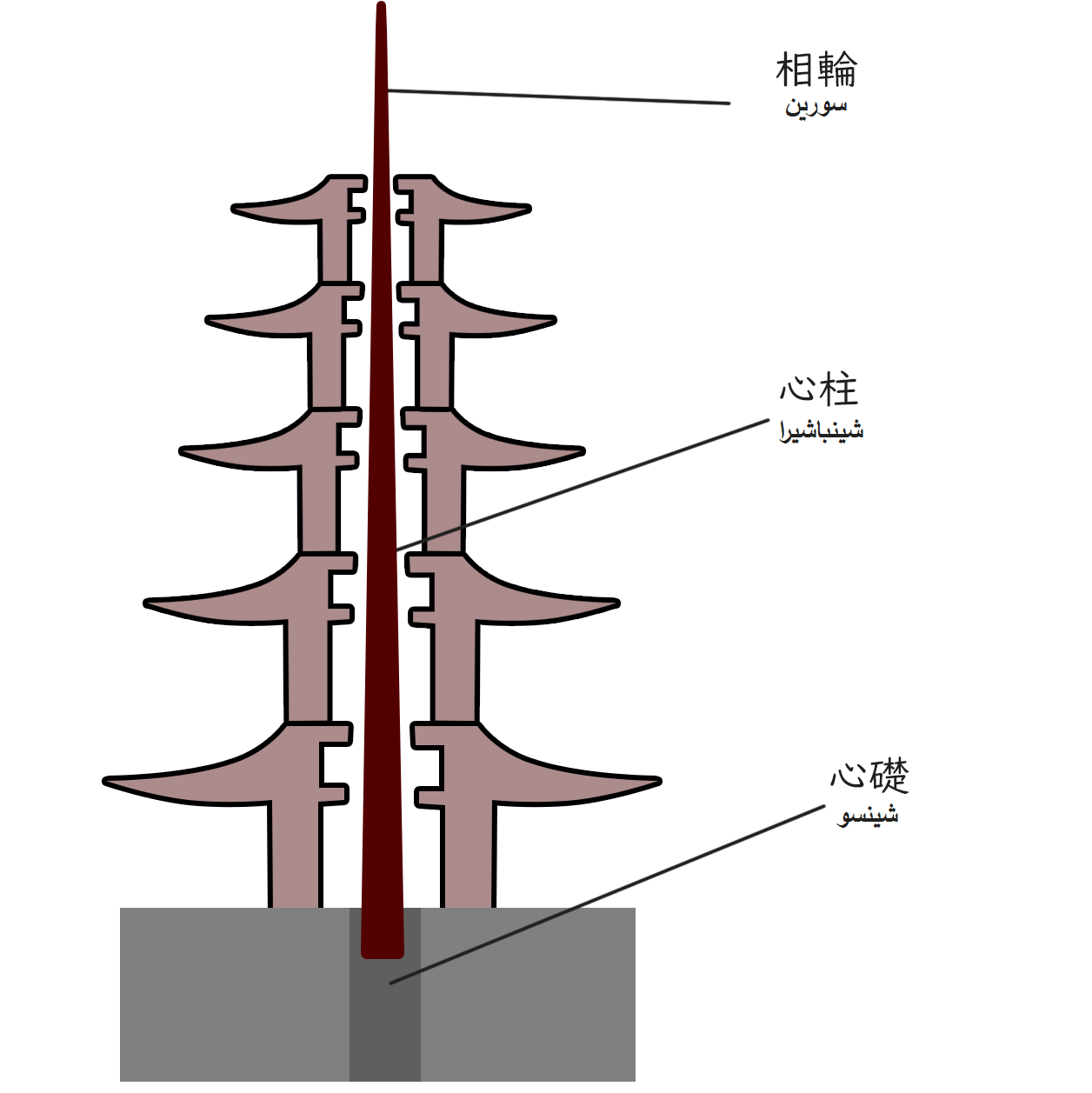
مخطط بسيط يبين استعمال "شينباشيرا" في أبراج باغودا اليابانية ذات الخمس حجرات.

شينباشيرا «العمود القلبي» (باليابانية: 心柱 أو 真柱، بالروماجي: shinbashira)، تشير إلى الدعامة المركزية التي توضع في قلب أبنية الباغودا اليابانية «توه؛塔» أو الأبنية المشابهة لها، وتمثل السر وراء مقاومة الأبنية اليابانية الخشبية القديمة للزلازل بينما الخرسانية الحديثة تنهار بسهولة.

## تاريخياً
يمكن إيجاد هذا التركيب في أقدم بناء خشبي في العالم معبد هوريوجي والذي تبين عام 2001 بأن الشجرة التي أستخدمت كدعامة له تم قطعها في عام 594 ميلادي، استمر استعمال هذه البنية الهندسية بشكل واسع في بناء أبراج التوه (باغودا) الأخرى مثل هوكي-جي [الإنجليزية] في محافظة نارا، في القرن الثامن وكايجوسين-جي [الإنجليزية] في محافظة كيوتو.

## هندسياً
يصنع هذا العمود عادةً من السيقان المستقيمة لأشجار هينوكي [الإنجليزية] (السرو الياباني)، يمتد العمود على طول المبنى ويخرج من طرفه العلوي، في التصميمات القديمة تم دفن الدعامة عميقاً في الأرض على قاعدة حجرية تسمى «شينسو؛心礎»، كما في برج معبد هوريوجي حيث وجد أن الدعامة تمتد إلى 3 م (9.8 قدم) تحت الأرض.

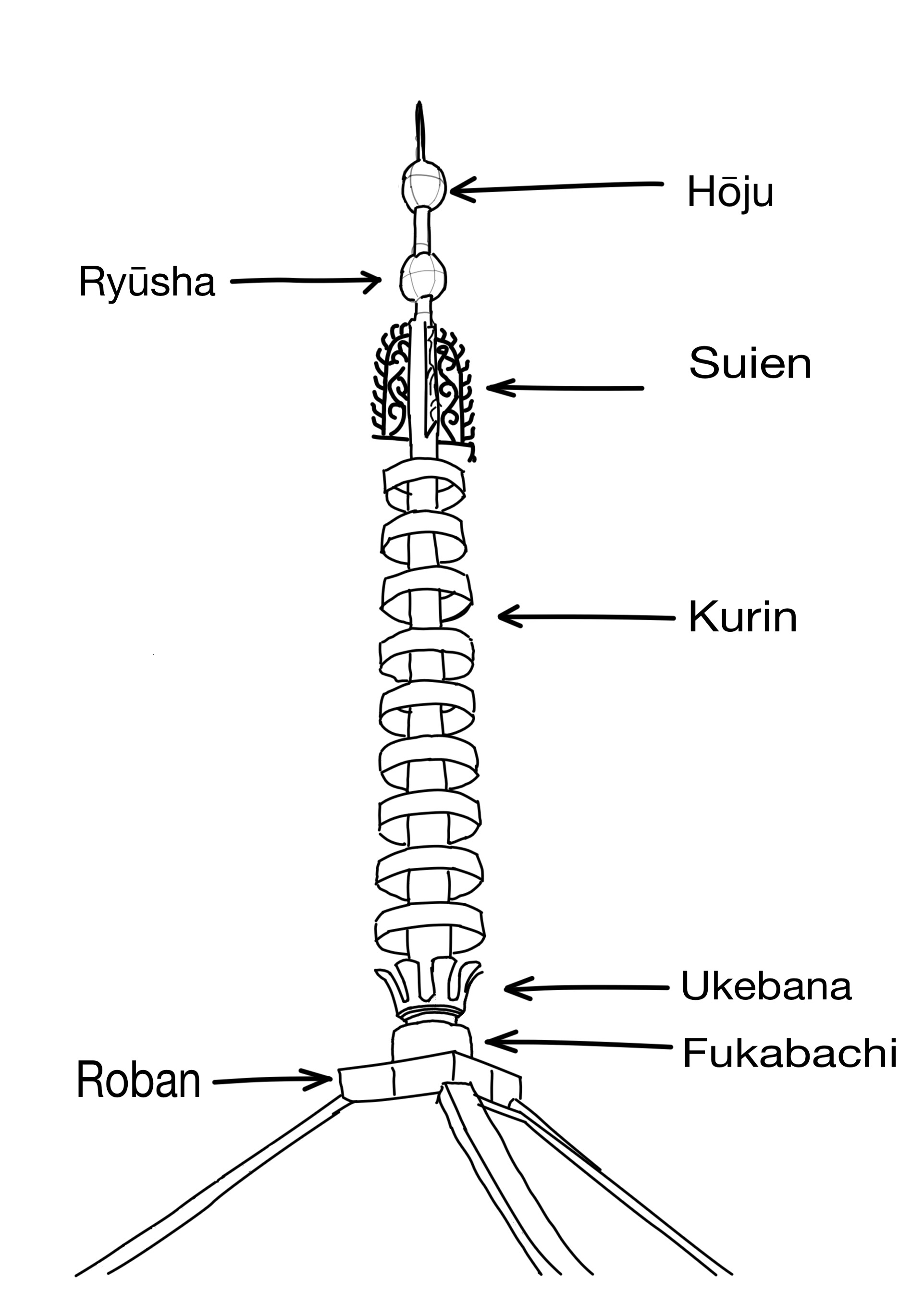
"سورين" الجزء العلوي من العمود القلبي للبرج البارز فوق السطح.

في بدايات القرن السابع، كان شينباشيرا يصنع من سيقان الأشجار الكاملة بعد تجريدها من اللحاء ثم صقلها وتشكيلها لتصبح بشكل مثمن على طول إمتداده داخل البرج، ثم تصبح دائرية ومدببة في المنطقة البارزة فوق سقف البناء، هذا التشكيل كان ضرورياً لتثبيت القطع المعدنية في أعلى قمة البرج «سورين؛相輪».
في برج هوروجي يصل طول الدعامة المركزية إلى إرتفاع 31.5 م (103 قدم)، وقطرها: عند القاعدة 77.8 سـم (30.6 بوصة)، وعند الوسط 65.1 سـم (25.6 بوصة)، وعند منتصف القمة حوالي 24.1 سـم (9.5 بوصة).
الدعائم الطويلة والضخمة يتم تقسيمها إلى ثلاثة أقسام: القسم الأول يمتد من حجر الأساس وإلى الطابق الثالث من المبنى، القسم الثاني من الطابق الثالث وحتى السقف الأخير، القسم الثالث هو ما يبرز فوق سقف البناء "سورين [الإنجليزية]".
خلال القرن الثامن، تم تغيير التصميم لتصبح الدعامة تُركب على قاعدة حجرية مع مستو الأرض من الأمثلة عليها برج معبد هوكي-جي [الإنجليزية] في نارا واستمر استخدام هذا التصميم في البناء حتى القرن الثالث عشر، بعدها تم رفع الدعامة لتركب فوق سقف الطابق الأول من البناء كما في برج معبد كايجوسين-جي [الإنجليزية] في كيوتو، خلال حقبة إيدو تم تغيير تصميم البناء الداخلي للأبراج ليصبح أكثر تعقيداً وتم إعتماد تعليق الدعامة المركزية بالسلاسل، بحيث أن نهايتها السفلية لا تلمس الأرض بل ترتفع بمقدار قليل جداً، من الامثلة عليها نيككو-توشوغو في محافظة توتشيغي.

## مقاومة الزلازل
اليابان بلد معرض للزلازل بإستمرار، مع ذلك خلال أكثر من 1400 عام لم يتم تسجيل أي حالة إنهيار لبرج باغودا يحتوي على شينباشيرا بفعل زلزال، حتى في زلزال هانشين عام 1995، الذي أدى إلى وفاة أكثر من 6400 شخص، وتدمير الكثير من البنى التحتية بقت أبراج الخمس طبقات في كيوتو القريبة من الزلزال صامدة، هذه المقاومة تنسب غالباً إلى الدعامة المركزية لكن بعض البحوث الجديدة تقترح أن تصميم رفوف الأسطح الواسعة من الممكن أن تساهم في زيادة إستقرارية هذه المباني.
نماذج المحكاة التي قام بها المهندس شوزو إيشيدا لدراسة قوة تحمل أبراج الباغودا ذات العمود القلبي المثبت داخل الأرض كما في أغلب الأبنية التي بنيت بين القرنين السادس والثامن والأبنية ذات الأنظمة الأحدث ألتي يوضع فيها العمود فوق السقف الأول أو يعلق بسلاسل مع البرج الذي من دون عمود قلبي، وكانت النتيجة أن المباني التي تحتوي على شينباشيرا مثبت في الأرض أظهرت قوة تحمل بمقدار الضعفين تقريباً من الأنظمة الأخرى، كما أجريت دراسات أخرى عديدة حتى على مباني الطوب لغرض الاستفادة من هذه الخاصة في الهندسة الحديث.

## الاستخدام الحديث

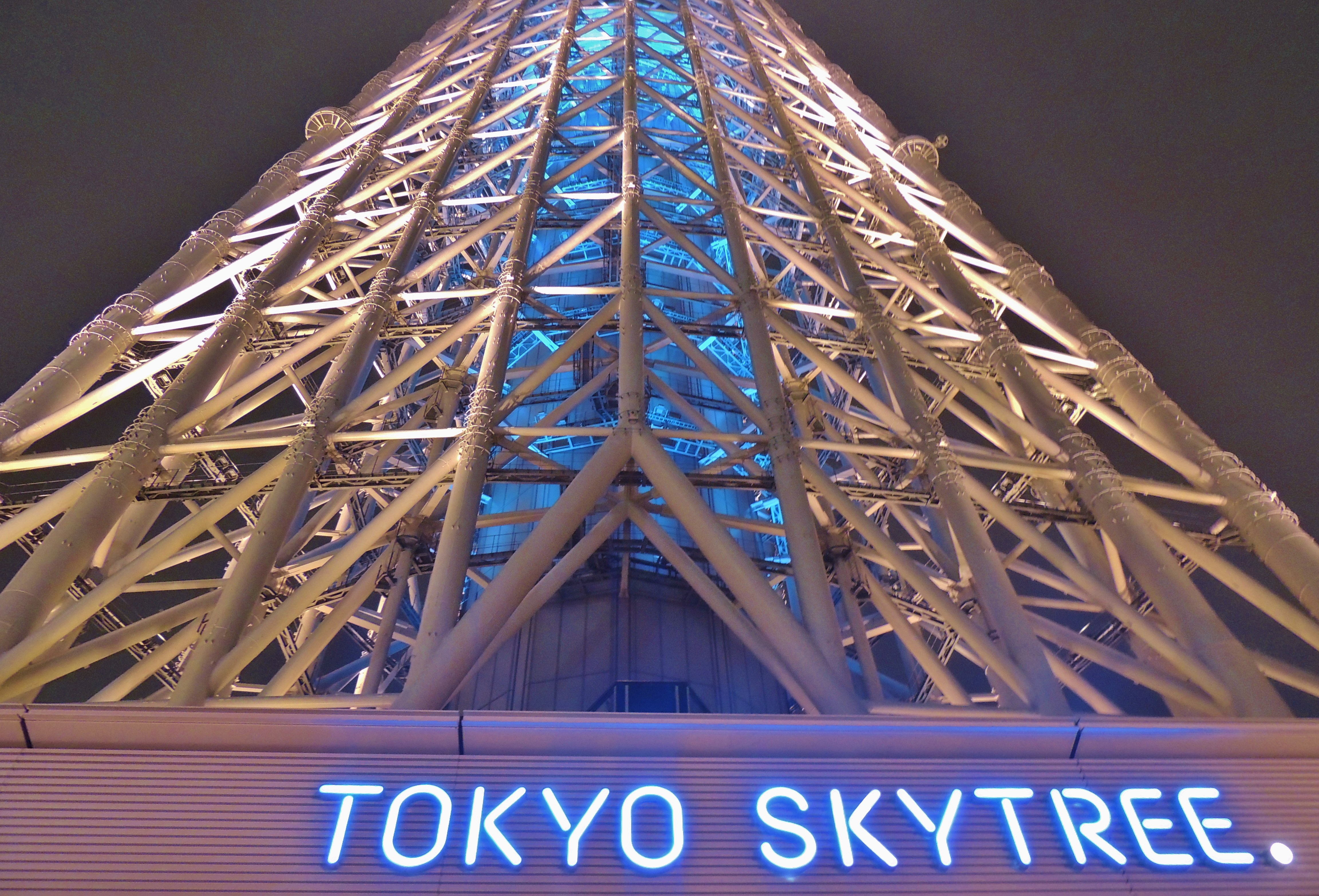
برج طوكيو سكاي-تري من الأسفل، الجزء المشع باللون الأزرق هو شينباشيرا (العمود القلبي) للبرج.

النتائج الإيجابية ألتي خرجت فيها الدراسات حول مقاومة هذا التركيب الهندسي للزلازل جعلت المهندسين يعيدون إستخدامه في التصاميم الحديثة كما فعلت شركة «نيكين سيكي» الهندسية في تصميم برج سكاي-تري في طوكيو، حيث وضع قلب للبرج بشكل دعامة خرسانية مدعمة بالفولاذ بطول 375 م (1,230 قدم) وغير مرتبطة بشكل مباشر مع جسم البرج نفسه، هذا التصميم يعمل على منع تمايل البرج المخروطي الشكل خلال الهزات الأرضية.
بأسلوب مشابه تم تصميم مبنى شارع 680 فولسوم الفولاذي المتكون من 14 طابق في سان فرانسيسكو، باستخدام شكل أكثر حداثة من نظام شينباشيرا حيث وضع في مركز البناء قلب مكون من 8,000,000 رطل (3,600 طن) من الخرسانة يمكنه أن يتحرك بحرية فوق سطح منزلق بشكل بندول خلال الهزات الأرضية.